# Кано, Мельхиор
Мельхиор (Мельчор) Кано (исп. Melchor Cano; 9 января 1509, Таранкон, Кастилья-ла-Нуэва — 30 сентября 1560, Мадридехос, Толедо) — испанский богослов и епископ из доминиканского ордена.

## Биография
Родился в городе Таранкон. Его отец, юрист Фернандо Кано, отправил его учиться в Саламанкский университет, где он был учеником Франсиско де Витория и проповедовал в монастыре Сан-Эстебан в 1524 году. В 1531 году он был отправлен в колледж Сан-Григория в Вальядолиде, где он учился у Бартоломео де Карранса и Луиса де Гранада. В 1536 году стал профессором кафедры теологии в Сан-Грегорио. В 1543 году он получил кафедру богословия в университете Алькале. В 1456 году стал профессором в Саламанкском университете после смерти Франсиско де Витория.
В 1550 году он участвовал в дискуссиях «Вальядолидской хунты» между Хуаном Хинесом де Сепульведа и Бартоломе де лас Касасом. Карл V отправил его на Тридентский собор в 1551 году, где он был отмечен как противник богословских позиций иезуитов. 12 сентября 1552 года Карл V повысил его до епископа Канарских островов, в 1554 году он ушел с должности ректора Колледжа Сан Грегорио в Вальядолиде.